# Penningmängd
Penningmängd är den totala mängd pengar som finns inom en given ekonomi. Enligt Sveriges riksbank är penningmängden ett mått på de likvida medel som cirkulerar i ekonomin och brukar definieras som innehavarsektorns innehav av emittentsektorns skuldinstrument. Penningmängden styr prisnivån i samhället och en ökning av penningmängden leder till en ökning av den allmänna prisnivån i samhället (inflation), om alla andra faktorer hålls konstanta.

## Hur man mäter penningmängden

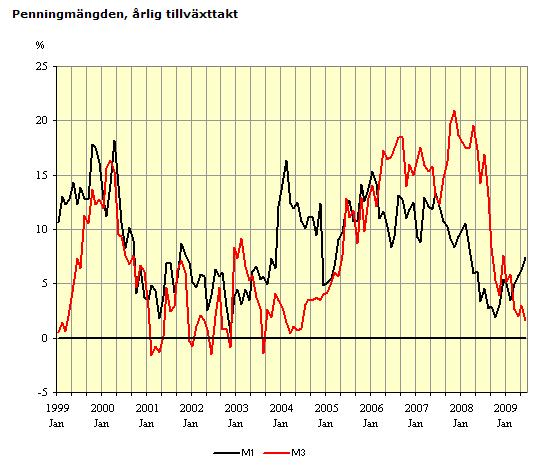
Penningmängden, årlig tillväxttakt enl. M1 och M3 ifrån SCB

Som ett analytiskt redskap går det att föreställa sig förändringar i penningmängden, dock uppstår ett problem när det gäller att ta reda på vad penningmängden är i den aktuella ekonomin. Problemet som uppstår där är att ekonomer har olika åsikter vad som representerar penningmängden. (Alan Greenspan, amerikanska centralbankens (FEDs) före detta chef, gick till och med så långt att han sade sig inte veta vad pengar var längre.)[källa behövs] Således blir varje analys av förändringar i "penningmängden" annorlunda när definitionen av vad som ingår i penningmängden förändras.
Vanliga mått på penningmängden är M0, M1, M2 och M3:
- Sedlar och mynt hos svensk allmänhet (tidigare kallad M0).
- M1: Sedlar och mynt hos svensk allmänhet, plus avistainlåning (det vill säga pengar som finns på exempelvis lönekonton och sparkonton) i svenska monetära finansinstitut, MFI, (bland annat banker, bostadsinstitut och finansbolag) och Riksgäldskontoret.
- M2: M1 plus inlåning med vissa villkor i svenska monetära finansinstitut och Riksgäldskontoret, från svensk allmänhet.
- M3: Motsvarar M2 plus repor (exklusive centrala motparter), andelar i penningmarknadsfonder och räntebärande värdepapper med en löptid upp till och med 2 år utgivna av svenska monetära finansinstitut och som innehas av svensk allmänhet.[1]

I takt med att fler transaktioner görs med kontokort minskar M0.
I Sverige är det Statistiska Centralbyrån som på Riksbankens uppdrag beräknar penningmängden. I statistiken redovisas M0, M1, M2 och M3.

## Samspel mellan centralbank och privatbanker
Penningmängden ökas genom ett samspel mellan centralbanken, som har monopol på att trycka sedlar och mynt, och privatbankerna, som ökar penningmängden genom utlåning mot säkerhet. Säkerheter för dessa skulder kan vara till exempel bostäder och aktier. Fordringarna används sedan likställt centralbankens pengar av allmänheten.
Två system för att begränsa hur mycket banker kan låna ut är reservkrav och kapitaltäckningskrav. Reservkrav innebär att banken måste hålla en del av insättningarna som reserv, medan kapitaltäckningskrav innebär att banken måste garantera utlåningen (riskvägt) med eget kapital. I Sverige tillämpas kapitaltäckningskrav vilket regleras av Lagen om kapitaltäckning och stora exponeringar (SFS 2006:1372).

2 kap 1 §: Ett institut skall vid varje tidpunkt ha en kapitalbas som
1. motsvarar minst summan av kapitalkraven för kreditrisker, marknadsrisker och operativa risker beräknade enligt 3-8 §§, eller...

2 kap 3 §: För kreditrisker krävs ett kapital som motsvarar minst åtta procent av institutets riskvägda exponeringsbelopp beräknat enligt 4 kap.

Riktlinjerna för hur stora reserver som krävs för olika typer av kunder, och andra regler för kreditgivningen, ges av Bank for International Settlements.